# 四ヨウ化ケイ素
四ヨウ化ケイ素（しヨウかケイそ、英: silicon tetraiodide）はケイ素のヨウ化物で、化学式SiI4で表される無機化合物。有機ケイ素化合物の合成原料として使用される。分子間は2.432Åで結合している。

## 反応
加熱や、室温での長時間の保管でも安定しているが、水と反応して無水ケイ酸とヨウ化水素に分解するため、四塩化ケイ素と同様に乾燥を要する。アルコールとの反応で無水ケイ酸とヨウ化エチルおよびヨウ化水素を生じ、エーテルとの反応ではケイ酸エチルとヨウ化エチルが生じる。工業的には炭化ケイ素とヨウ素を200℃まで加熱して製造する。シランとヨウ素を130~150℃まで加熱し、ヨウ化シラン（SiH3I）、二ヨウ化シラン（SiH2I2）、三ヨウ化シラン（SiHI3）などを経て生成することもできると考えられている。これらの化合物は、室温では無色の液体である。